# Ahmed Aboutaleb
Ahmed Aboutaleb (arab. أحمد أبو طالب, berb. ⴰⵃⵎⴻⴷ ⴰⴱⵓⵟⴰⵍⴻⴱ; ur. 29 sierpnia 1961 w Beni Sidel w Maroku) – holenderski polityk i samorządowiec pochodzenia marokańskiego, w latach 2007–2008 sekretarz stanu, od 2009 burmistrz Rotterdamu.

## Życiorys
Urodził się w rodzinie imama, który wyjechał w celach zarobkowych do Holandii. Ahmed Aboutaleb osiedlił się w tym kraju w wieku 15 lat. W latach 1983–1987 studiował telekomunikację w szkole technicznej (Hogere Technische School). Pracował jako reporter w różnych stacjach radiowych i telewizyjnych, od 1989 do 1994 był urzędnikiem w ministerstwie zdrowia, następnie kierował departamentami informacji kolejno w Radzie Społeczno-Ekonomicznej (do 1996) i w centralnym urzędzie statystycznym CBS (do 1998). W latach 1998–2002 był dyrektorem organizacji Forum działającej na rzecz wielokulturowości.
Zaangażował się w działalność polityczną w ramach Partii Pracy. W latach 2002–2004 był dyrektorem wydziału ds. rozwoju społecznego, gospodarczego i kulturowego w administracji miejskiej Amsterdamu, następnie do 2007 członkiem zarządu miasta (wethouderem) odpowiedzialnym m.in. za edukację). Od lutego 2007 do grudnia 2008 zajmował stanowisko sekretarza stanu w resorcie spraw społecznych i zatrudnienia w czwartym rządzie Jana Petera Balkenende. W styczniu 2009 objął urząd burmistrza Rotterdamu. W tym samym roku powołany w skład Komitetu Regionów.